# Липовий Гай (заказник)
Ли́повий гай — лісовий заказник місцевого значення в Україні. Розташований у межах Володимирського району Волинської області, на південний схід від села Фалемичі. 
Площа 30 га. Створений відповідно до рішення Волинської обласної ради від 17.03.1994 № 17/19. Перебуває у віданні ДП «Володимир-Волинське ЛМГ», Устилузьке л-во кв. 41, вид. 1 (24,8 га), Зимнівська сільська територіальна громада (5,2 га).
Створений з метою збереження унікального для регіону невеликого лісового масиву, що складається з майже чистих липових деревостанів. Заказник розташований на території, оточеній заплавою річки Луга і низинними болотами. 
У підліску заказника переважають ліщина звичайна, бруслина бородавчаста та глід колючий. Трав'яний покрив формують копитняк європейський, веснівка дволиста, конвалія травнева, злаки, папороті тощо.

## Галерея

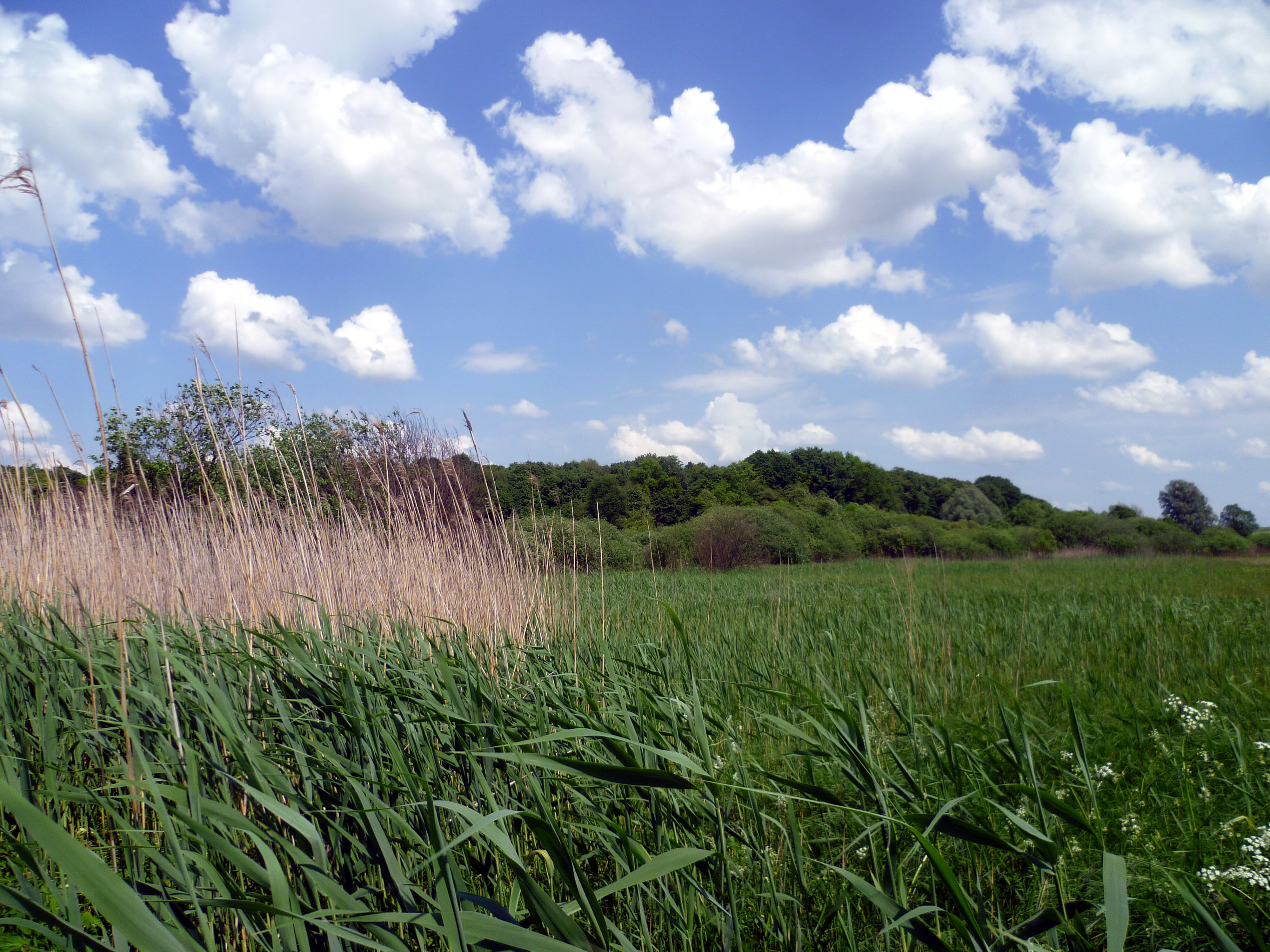
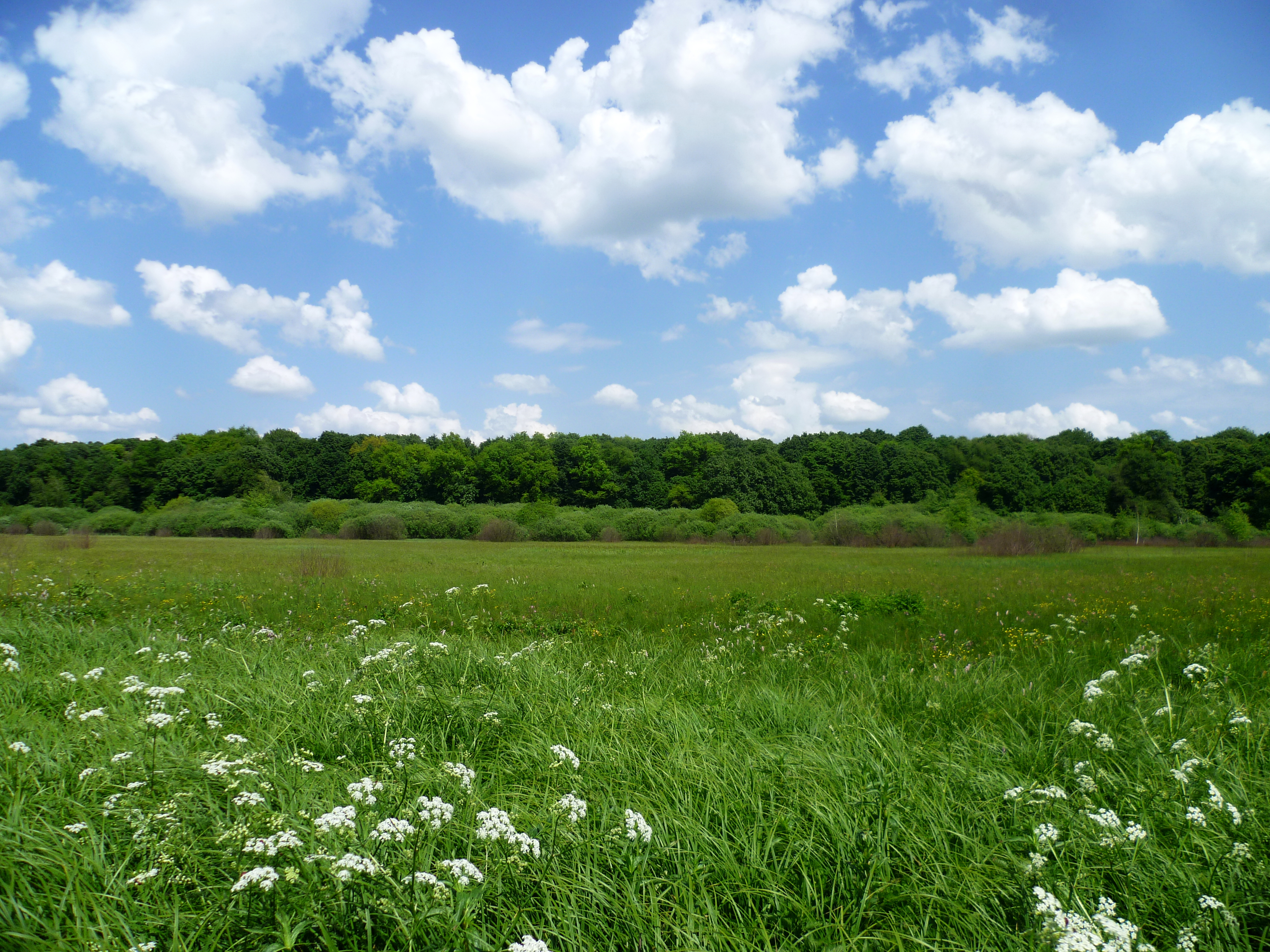
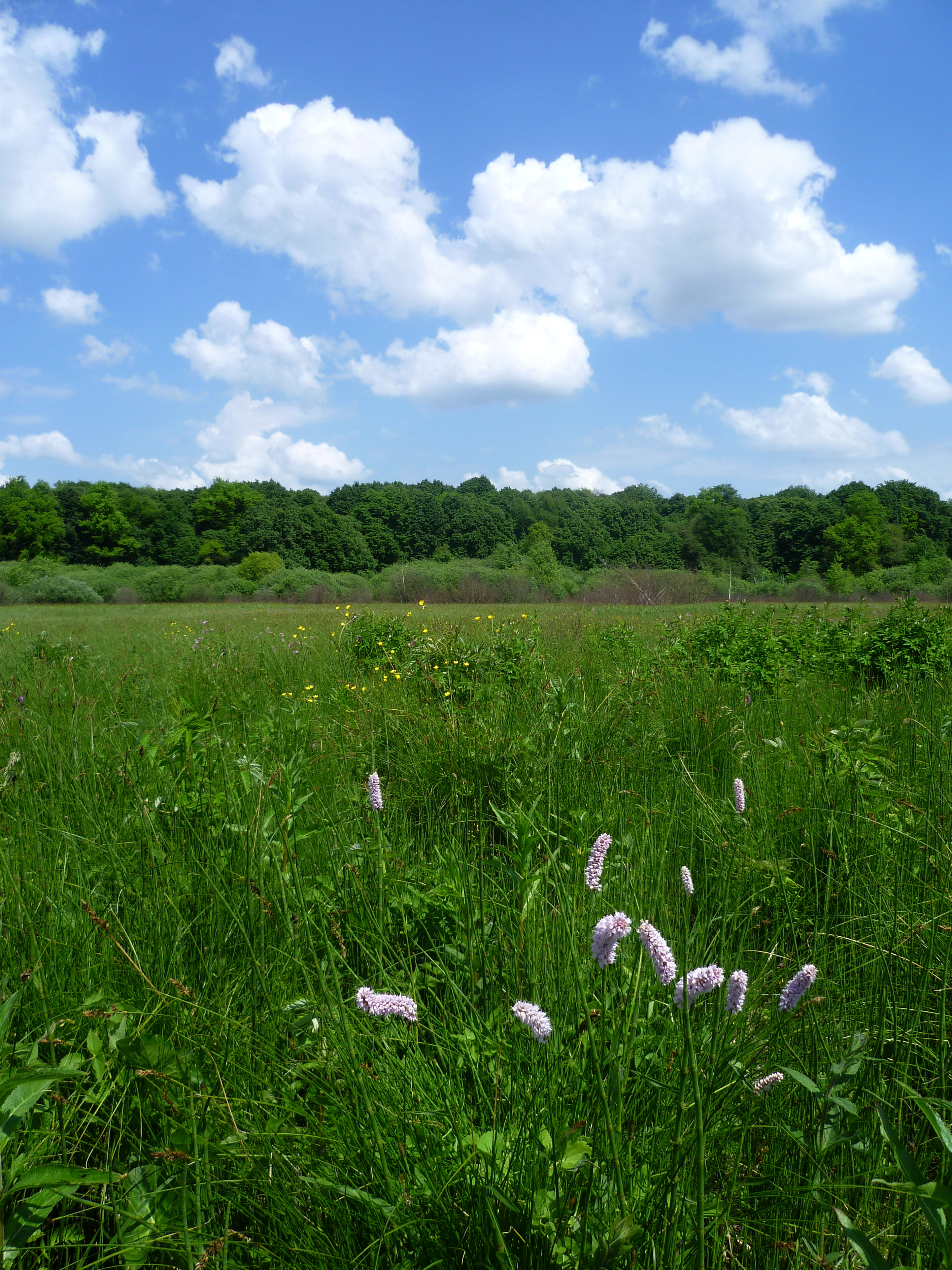
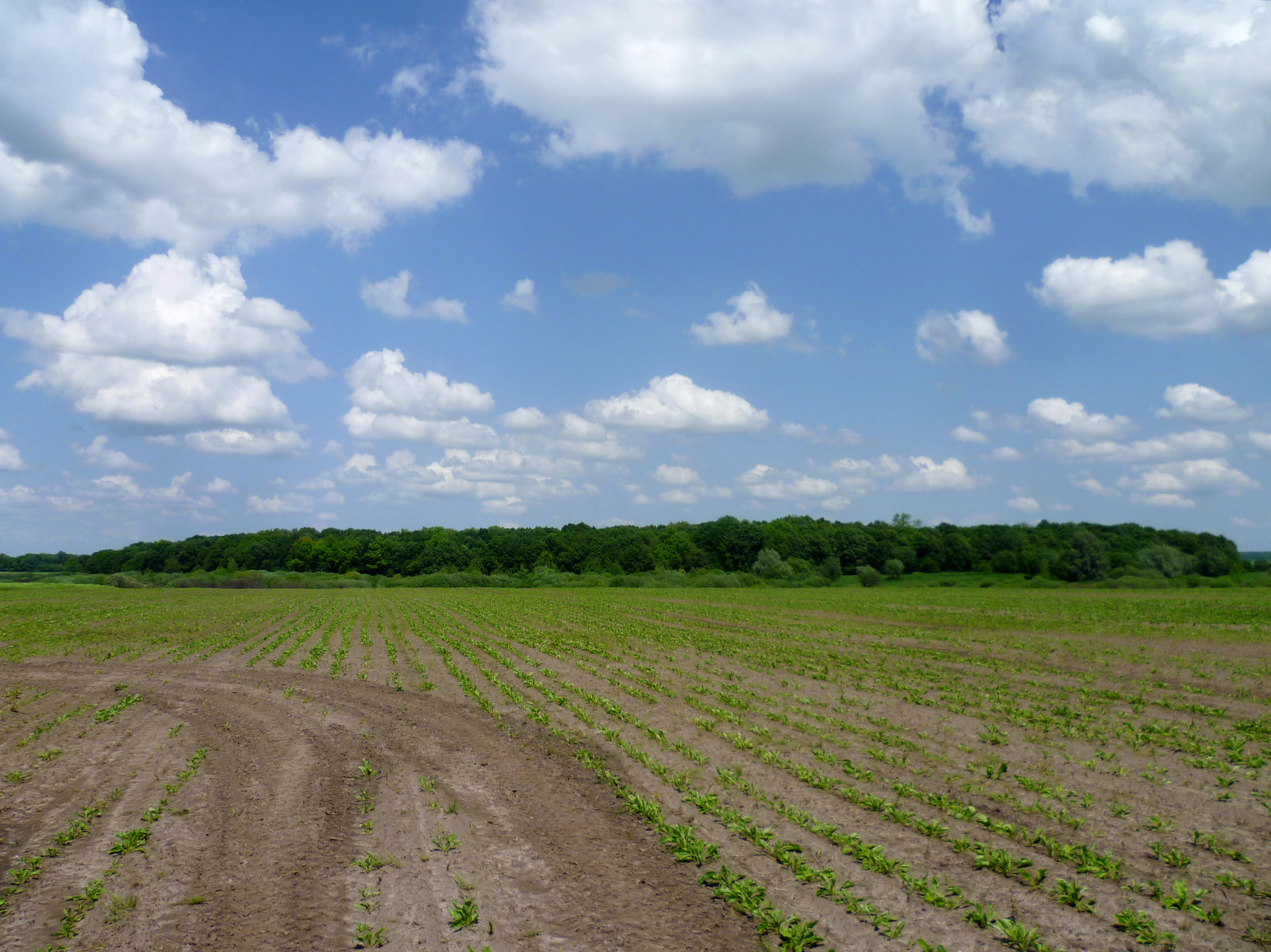